# 一方通行 (とある魔術の禁書目録)
一方通行（アクセラレータ）は、鎌池和馬作のライトノベル『とある魔術の禁書目録』に登場する架空の人物であり、同作品における主人公格の一人。外伝『とある科学の超電磁砲』にも登場する。外伝『とある科学の一方通行』、およびそのスピンオフ4コマ作品『とある偶像の一方通行さま』では主人公である。
担当する声優は岡本信彦（アニメ版、ドラマCD版、ゲーム版）。

## 人物
学園都市第1位の超能力者（レベル5）。能力名「一方通行（アクセラレータ）」が通称となっている。アレイスターからは、自身の計画の核となる「第1候補（メインプラン）」と称されている。
本名は不明。本人によれば、名字は2文字、名前は3文字の、日本人らしく珍しくもない名前だという。口調は長母音と「ん」がカタカナ（ァ・ィ・ゥ・ェ・ォ・ン）で表記される。

### 容姿
木原数多曰く「白い髪、赤い瞳、整った顔立ち、張りのある肌、細いライン、首元のチョーカー、灰色を基調とした衣服、筋肉少なめの手足」。本人は白髪である理由を、自身の能力によって紫外線などを反射しているので色素がなくなっていると推測しているほか、中性的な体格についても能力によって外部刺激を受けないため、ホルモンバランスが崩れていることが原因であると自己解釈している。また、中性的な体格であることから女性的に見られることもあり、打ち止めからは男女のどちらなのかを尋ねられたり、作者により鈴科百合子というあだ名が付けられることもあった。
服装はシンプルかつ独特なデザインが特徴。夏は黒地に白のラインが入った半袖Tシャツ、秋は白とグレーの縞柄の長袖Tシャツ、冬はフードのある白系のコートを着ていることが多い。これらは第5学区の表通りから1本入った路地にあるアパレルショップのオリジナルブランドで、打ち止め曰く「ゼロがいっぱい」な高額商品を普段着に使っている。後述以降は首に黒い首輪型のスイッチが巻かれ、平時には常にロフストランドクラッチ式の現代的なデザインの杖をついている。

### 性格
元はごく普通の子供だったが、10歳の頃に自分の能力が際限無く周囲を傷つけた件で自らの危険性を自覚したことを機に、他者へ感情を向けることに非常に消極的になり、さらに実験による影響も受けて常に周りを拒絶するようになる。一方で自身が無敵の絶対能力者（レベル6）になることで周囲の人間を傷つけずに済むのではないかとも考える一面もあった。上条に敗北後に打ち止めと出会ってからは、彼女（および「妹達」）を守るために行動しながら、徐々に他人への思いやりを示すようになり、今では妹達には詫びようという一心でいる。何度も迷子になる打ち止めには嫌々付き合わされているように振る舞っているが、いの一番に打ち止めを探しに行くなど、彼女のことを一番大事にしている。後に性格が大きく変化し、粗暴で暴走しがちな性格は残っているものの感情を露わにしやすい熱血漢へと変わっていくことになる。
平時や冷静な状態では淡白で無関心的な言動が多いが、戦闘中に感情が昂ると凶暴な言動や残虐な戦い方をしたり、敵を痛めつける際に快楽を感じるような危うい面も見せる。表情も淡々とした無愛想な物やしかめっ面が多く、嗜虐的な笑み以外では笑顔はあまり見られない。
そういった性格や能力を踏まえたうえで、主人公格の中では対「木原」に関して最も適した人材とされている。

#### 善悪の価値観
一方通行の価値観は上条当麻の影響を強く受けている反面、自分は暗部に堕ちてしまった以上彼のようにはなれないとも考える一面があり、「一流の悪党」を自称していた時期もあった。表世界の人間が裏世界の人間の犠牲になることを許さず、暗部に落ちた自分が悪党として裏世界の問題を解決することを望む。その考えの前提には理不尽に「妹達」を殺してきたことがある（彼は実験当初から内心、自分を止めてくれる存在を希求していたと打ち止めが推測している）。エイワスは3種類のヒーローの1つ「過去に大きな過ちを犯し、その罪に苦悩しながらも正しい道を歩もうとする者」とし、彼が「悪（闇）」を自称するのは「善（光）」を希求することへの裏返しと評し、そこが善悪を重視しない上条との差ともしている。ロシアで再び上条に敗れた後は、善悪の価値観に拘り続けていたことが間違いだったと悟って、それらに囚われない行動力を持つようになり、さらに学園都市へ帰還後は平穏な日常に馴染む覚悟と、上条のように「大切なものを守るため禍の中心へ飛び込み、正面からこれを打ち砕く」意思も持つようになる。当時のことは自分から勝手に色々諦め、馬鹿げた自己犠牲に走る行為だったと自省し、自分を大切にできない者に、大切な者を見つけて守り抜く力は宿らないと考えている。現在はよほどのことがない限り不殺を通しているが、過激なところは変わっていないため、常軌を逸した方法で敵を無力化しようとすることもある。様々な経験を経て、学園都市の歪みは、薄汚い大人達の利害や欲望だけが原因ではなく、街の頂点に立つ自分が第1位としてまともなビジョンを見せてやる事ができなかったためでもないかと思えるようになっている。

### 生活
能力が発現した当初より高い力を有していたため、幼い頃から様々な学園都市暗部の研究施設を転々としていた。かつては表向き専用の特別クラスが置かれている学校に通い、学生寮（第7学区にある学生寮の311号室）に住んでおり、自炊はせず専ら外食や冷凍食品などばかりで、生活リズムは非常にマイペース。以前は最強の肩書きを求める不良などから襲撃を受けて逆に能力で追い返すことを日常的に繰り返していた（上条に敗れた直後は特に多かったという）。「グループ」に所属してからは用意された隠れ家やホテルを転々としつつ上層部からの指令に応じて事件を片付ける生活を送る。気に入った缶コーヒーを大量に買い漁っては飽きて新たな銘柄を探す習慣がある。また、過去に参加した多くの研究・実験の報酬を得ているため金銭面では不自由していないようである。「0930事件」の時に8兆円の借金が出来たりもしたが、ロシアでの働きにより帳消しになった。暗部から解放されてからは打ち止め達と同じく黄泉川家で居候していたが、2代目統括理事長就任後は自首と裁判を経て特殊犯罪者社会人矯正刑務所に収監され、理事長としての職務はそこで行っている。

#### 知能
初期の頃は研究実験を受けていた（具体的に言えば人工的に能力の改良を行った）が、学園都市最強の能力者ゆえに、生来から人間離れした頭脳を持っていた。カオス理論が絡むような複雑な分子運動の計算や、電子顕微鏡が必要なほどの精密な作業、スーパーコンピュータ並みの高度な計算も軽々とやってのける。高い技術と知識もあり、杖の改造や演算補助デバイスの解析をしたことがある。また語学においても英語、ロシア語などを話すことができる。しかし脳に攻撃を受けてしまって以降、一方通行自体は演算機能と言語能力のすべてを失った。現在はミサカネットワークの演算補助がなければ思考や発声などが行えず、さらに使用するデバイスの容量の問題から、充電しなければ48時間しかバッテリーが持続しない。しかしダメージを受けた後も語学能力はそのまま残っており、流暢な外国語は健在であった。

### 人間関係
打ち止めと出会い彼女を守るために奔走した件を経て、彼にとっての「光の世界の象徴」にして最も大切な存在となる。旧約時点では、最優先で守るべき相手であり、彼女を守る際には前述の善悪の価値観もかなぐり捨てて障害となる物を全て排除しようと行動していた。だが、最新巻では彼女への盲信的な感情は変化しており、彼女を守る役割を他人に委ねる事が出来るぐらいの信頼関係を築いている。普段は打ち止めに対して素っ気なく接しており、黄泉川からは打ち止めとの関係について「彼女からの好意を受け入れる反面、自分から好意を向けることを恐れている」と指摘される。また、彼女の容姿などによりグループの面々からロリコン扱いされたり、浜面や番外個体からは「親御さん」と呼ばれていたりする。
「妹達」に対しては実験中から「人間ではなくただの使い捨ての人形」と認識し、殺害することに罪の意識をもっていなかった。しかし打ち止めに出会い「これ以上は一人だって死んでやることはできない」という宣言を受けて、「妹達」一人一人が意思を持ち命ある人間だと理解し、また打ち止めを救う過程で命を失う痛みも実感したことで、それ以降は「妹達」を守るよう行動し、彼女らに対して絶対に危害を加えないという誓いを立てる。前述のような善悪の行動基準にも、根底には彼女らへの贖罪の思いがある。しかし、オリジナルである御坂美琴に対しては、「お前がDNAを提供しなければこんなことにはならなかった」としてミサカシリーズの悲劇における加害者側とみなしており、彼女に対してだけは「頭を下げるつもりは無い」と本人を前に明言している。
「グループ」の面々とは利害のみで繋がる非常にドライな関係で、互いに馴れ合いを好まず仲間意識も希薄だった。しかし、全員が「大切な者を守る」ために動いていたことから、それが危険に晒された時に限り一致団結していた。
上条とは「絶対能力進化実験」における敗北からロシアで再戦するまで直接出会うことはなく、「幻想殺し」に関する情報も都市伝説クラスの情報しかなかったため彼の素性を全く知らなかった。だが、ロシアでの再戦にて「最も重要な位置に存在する『悲劇を食い止める為の存在』」だと思っている事が明言され、以降は上条への憧憬が顕著になる。第三次世界大戦終結後に「新入生」の襲撃事件で現場に居合わせた上条と再会した際、携帯電話のメール交換をすることで彼の情報を得る。一方通行にとって上条の存在は永らく血生臭い場所にいた自分と違い「平穏な日常と過酷な戦場を頻繁に往来し、かつ両立させている」理想のヒーロー像であり、目標でもあった。しかし新約第6巻における事件の経験から、上条への盲目的な憧憬から脱却し、自身にしか行えない役割を担うことを決意する。結果、上条とは違う手段を用いて彼と同じ事を為すと決意し、同じ学園都市の成果物として共闘をする事となる。
クロウリーズ・ハザード時にロンドンで出会った「クリファパズル545」とはこの上なく強固な契約を結んでおり、彼女の命を保証する代わりに魔術関係の対処を一任するという相棒関係。背中を預けられる存在であり、彼女からは恋愛感情らしき物を向けられている。

## 作中での行動
初登場は第3巻。当初は敵として登場。
「最強」を超え「無敵」になれば、誰も自分に挑まず傷付かないと考え、「絶対能力進化（レベル6シフト）実験」に参加。10031人の妹達を殺害後、8月21日夜の第10032回実験を止めに現れた上条に敗れる。
8月31日に打ち止めと出会い、打ち止めを救うために彼女の頭の中に流されたウィルスプログラムを自身の能力を駆使して除去する。その際に天井の銃弾を頭部に受け、ぎりぎりのところで「反射」が戻ったため致命傷は免れたものの脳を損傷する重傷を負い、以後はミサカネットワークの演算補助に頼ることとなる。
入院中の9月上旬、打ち止めを探して病院に来たエステルと出会ったことで菱形の絶対能力者製造計画に関わり、妹達の「10000回の死の情報」を得て進化を開始した檮杌を止めるために奮闘した。また、検査をさぼって病院を抜け出した時に逃走中だった姫戯に絡まれた事がきっかけで、亡元が運営するネクターの製造の案件に関わる。フルコースに囚われたまみと姫戯を救出するためにエスコフィエ号に乗り込み、フルコースを全滅させ、会場を破壊し、黒幕の亡元を降伏させる。その後は冥土帰しと協力して、フルコースに囚われていた暴走能力者から擬似心臓を摘出する処置を数時間かけて成功させる。
9月14日には打ち止めから「残骸」を巡る一件を聞かされ、実験が再開される危険から「妹達」を守る為に亡元を脅して情報を得て参戦し、首謀者の結標淡希を撃破する。9月18日には打ち止めに頼まれてエンデュミオンに突入し、警備員に代わって爆砕ボルトに点火してエレベーターを切り離す。
退院した9月30日にインデックスと遭遇した後、かつての自分の研究者である木原数多率いる暗部組織「猟犬部隊」に襲撃され、自身の「反射」の特性を逆手に取った特殊な体術によって数多に敗北する。それでも誘拐された打ち止めを救出するため「猟犬部隊」と交戦し大部分を殲滅。数多との再戦では例の体術を攻略できず途中でデバイスの電源が切れ、全演算能力を失う。本能でがむしゃらに戦った結果、突然発現した「黒い翼」で木原を倒しインデックスの活躍もあって打ち止めを救出する。
「0930」事件後、学園都市上層部からの要求で暗部組織「グループ」のメンバー（書類上は長点上機学園の生徒）となり、学園都市の裏側で活動しながら、土御門・海原・結標らと学園都市上層部への反抗を誓う。その後は学園都市の治安を脅かす者達を倒すため、10月3日には駒場利徳らスキルアウトを鎮圧し、7日にアビニョンでの抗議デモの鎮圧作戦に参加した後、10月9日の暗部組織間抗争では「スクール」や「ブロック」らと交戦、垣根との戦闘で黄泉川が重傷を負った際にショックで「黒い翼」を発動し第2位を一蹴、暴走は打ち止めによって鎮められる。
暗部組織間抗争後の10月18日、学園都市の最重要機密である「ドラゴン」について調査する為、親船の助力を得て潮岸のアジトに乗り込む。そんな中エイワスと遭遇し、エイワス発現の影響で危険にさらされている打ち止めを守る為に戦いを挑むも、圧倒的な力の前に惨敗する。そして衰弱した打ち止めの救済法を求め、エイワスが提示した「禁書目録」という言葉を頼りにロシアへと辿り着く。
10月下旬の第三次世界大戦では、学園都市の「駆動鎧」部隊が強奪しかけていた謎の羊皮紙を入手。その後ロシアの雪原で番外個体に襲撃され、激しい葛藤と苦悩の末に精神崩壊寸前の暴走状態となるが、たまたま居合わせた上条に再戦を挑み敗北した結果、正気に戻る。エリザリーナ独立国同盟に入国後、ロシア上空に浮かぶ「ベツレヘムの星」とミーシャを目撃し、羊皮紙を狙うミーシャを止める為に来た風斬と共闘する。ミーシャ消失後、風斬からヒントを得て羊皮紙の内容を解析し「歌」によって魔術を行使する事で打ち止めの救出に成功する。直後に天空から降下してくるユーラシア大陸を吹き飛ばすほど膨大な「天使の力」を「白い翼」で迎撃し、フィアンマによる大量虐殺を未然に防ぐ。その後学園都市に凱旋すると、暗部組織を全て解体させ学園都市の闇と手を切る。
帰還後、打ち止めや番外個体と共に黄泉川のもとで平穏に過ごしていたが、解体した筈の「闇」を感じ取り、浜面と協力して「新入生」と交戦する。11月5日、上条と共に学園都市に帰還したレイヴィニアから魔術サイドの情報を得る。11月10日、上条らと共にハワイに向かい、魔術結社「グレムリン」と交戦する。帰国後、打ち止めと芳川と共に一端覧祭会場に向かう途中、フロイライン＝クロイトゥーネの襲撃を受け、さらに彼女を追ってきた垣根帝督とも交戦、麦野と共にこれを撃破する。その夜、打ち止めから、ミサカネットワークの総体意思からのメッセージを受け取る。「人的資源」プロジェクトの一件では、闇が動く気配を察し「博覧百科」に駆けつけ、上条に協力し「ヒーロー」たちを食い止める。
グレムリンの総攻撃直後、オティヌス及び上条の殺害依頼を受け、学園都市への牽制のため、敗北を前提としてイエリングに到着した上条達を襲撃する。戦いの後、「総体」から妹達との向き合い方について助言を受ける。12月5日には上条の関係者ということで「絶滅犯」去鳴の襲撃を受けるが、彼女の方から戦闘を放棄したため水入りとなっている。
11日の夜には新たな「書庫」であるプロセッサスーツを破壊するため「親」のA.O.フランキスカと「スペア」の浜面を追うが、ミナ＝メイザースの肉体を得た問答型思考補助式人工知能に妨害される。その後、コロンゾンに操られ「ヨハネのペン」を起動したインデックスと対峙して上条の元まで吹き飛ばし、学園都市で起こる悲劇の元凶であるアレイスターと遭遇したことで彼を殺害しようとするが、問答の末に「恐怖」を思い出させた後で改めて糾弾することを宣言する。
イギリス上陸後はアレイスターと行動を共にし、イシス＝デメーテルの起動後は計画を主導したホレグレスを八つ当たりでたたきのめす。アレイスターに敗れたクリファパズル545と内密に契約を結んだ後、上条らに合流し「黄金」と対峙する。ピカデリーサーカス及びイシス＝ウラニア別館での戦いで「黄金」の倒し方を会得し、アレイスターの計画が失敗した時に備えて敢えて少し遅れるようにスコットランドに移動を開始。道中、アレイスターの魔術の余波で死にかけたクリファパズル545から誤作動の原因を取り除き、イギリスに帰還したコロンゾンへの対策で情報収集を始める。エディンバラ城に突撃してコロンゾンを攻撃するが、ベクトルを逃がされてダメージを負ってしまう。「国家の剣」を持って列車移動する浜面を攻撃し、介入してきたネフテュスにクリファパズル545の力を暴発させられて列車から落とされるが、同時にコロンゾン戦から続いていた不調を解消される。最終決戦では、クリファパズル545が集めた大量のゴミを用いた直径数十メートルの竜巻を操ってクイーンブリタニア号に攻撃を仕掛け、船内に侵入すると浜面に肩入れするネフテュスと再戦、肉体を吹き飛ばしても生命を維持する相手に苦戦するが、クリファパズル545の力で「人造の樹」の叡智を振るい「魔神」を撃破、さらに全体論能力に類似する力によってコロンゾンのことも実体から切り離した。そして、虫の息となったアレイスターから、リリスの乳母にミナを付ける事と統括理事長としての全権を自分に譲る事という遺言を託され、学園都市の全権を操るコードリストが入ったスマートフォンを預かり、その最期を看取った。
祝勝会ムードの酒場で上条と再会、イギリスの混乱を収めなければ学園都市の今後にとって火種を残すと判断し、ウィンザー城での神浄との戦いに介入。陽動として天草式を撃破し、浜面を始末しようとしていた統治者の先輩である英国女王エリザードと対峙、科学サイドの総力戦として学園都市製の兵器を投入して勝利をもぎ取り、外交デビューという事で殺す事なく場を収め、第3王女ヴィリアンと戦後の交渉を行う。全てが終わった後は、新しい統括理事長として学園都市に凱旋し、アレイスターの後継者争いに勤しんでいた理事達を牽制する。
統括理事長としての最初の仕事として「暗部」の一掃を決意、オペレーションネーム・ハンドカフスを発動し、12月24日にクローン1万人以上の殺害と「暗部」での活動の罪で「警備員」へ自首する。「暗部」存続派である根丘の配下が自分の弱味である打ち止めを狙うことを予測しながらも、自分が人生をかけて守るだけの価値が学園都市にあることを信じ、秘匿取調室を一歩も動かず事態の解決を待った。しかし、本番実行となる翌25日には、R&Cオカルティクスの介入によって計画が破綻、最初の仕事は失敗という苦い結果で終わった。審理の序盤では学園都市にとって都合の悪い事情から検察側が弁護に回る状況であったが、新最大主教であるダイアンからの提案でクローン達を世間に完全に認めさせるために「妹達」をロサンゼルスに派遣、事件解決後はクローンを人間と認める風潮が生じた事で、自身の狙い通り情状酌量の余地がないと判断され、1万人以上に及ぶ大量虐殺、実験用途によるクローン人間の製造幇助などの組織的犯罪、他暴行、傷害、器物破損、銃刀法違反等の総数3万6025件の重罪で合計1万2000年の懲役に処されて、第10学区の特殊犯罪者社会人矯正刑務所に収監される。労役は統括理事長を全うすることである。学園都市に死刑と終身刑は存在しない。12月29日にはクリファパズル545に命じて脱走事件の推移を監視し、第10学区での戦闘後に上条に連絡を取ってリサコを木原端数から救うよう指示する。

### ミサカネットワークの演算補助
自身の能力を駆使し、ウイルスを仕込まれた打ち止めの治療中に天井の銃撃を額に受けてしまい意識不明の重傷を負ってしまう（僅差で反射が戻り、致命傷は免れた）。が、前頭葉に損傷を負ったことで言語機能と演算能力を失い、運動機能の一部に障害が残ってしまった。これを補うため、冥土返しが用意したチョーカー型電極を利用したミサカネットワークによる演算補助を受けている。約1万人の「妹達」が構築している電子ネットワークの情報共有・並列演算の特性を利用することで、脳の機能を代用し「妹達」の脳波（電磁波）を受信している。これによって歩行に杖が必要である以外は問題なく日常生活を送れる程度まで回復している。普段は必要最低限の言語と演算補助、紫外線の反射が出来る「通常モード」、スイッチを切り替えることで以前と同様に能力行使が可能になる「能力使用モード」とで使い分けているが、本人曰く「元の半分あるか分っかンねェ」との事。
バッテリーの関係上、通常モードだけであれば駆動時間は約48時間。能力使用モードは僅か15分と大幅に制限がある。この駆動時間の差については、電極は本来医療機器としての使用が最優先であり、能力の使用となると膨大な量の情報量を短時間で処理しなければならず、リアルタイムでミサカネットワークとデータの送受信をするからである。
「グループ」に所属した際、技術部にデバイスの改良措置を受け、能力使用モードでの時間制限は30分に延長される（日常生活での使用時間も延長されているのかは不明）。しかし同時に細工もされ、遠隔操作で能力使用モード移行不可にされたり代理演算そのものを遮断することのできる機能を追加されたりと完全に上層部の支配下に置かれる。だが、一方通行は設計図を入手して独自にデバイスの仕組みを解析し、遠隔操作用の特定の電波のみを妨害するジャミング装置を自身の杖に搭載することで対処する。

## 能力・戦闘スキル

### 戦法
初期の頃は大抵の相手の場合、戦闘は反射による撃退だけで事足りていた。戦闘力はその能力により、ほぼ敵なしと呼べる物だったが、超能力頼りだったため基礎的な身体能力は低く肉弾戦は苦手だった。上条との戦いではその能力自体を無効化されたことが敗因に繋がった。脳に損傷を負ってからは演算能力の使用に大きな制限（勿論制限時間もある）ができたため、能力に頼り切ることもできなくなる。それでも、銃器の扱い方をすぐに理解したり、元々の頭の回転の早さで事態を打破するなどしてカバーしている。心理的な手法から「猟犬部隊」を撃退したりロシア軍スパイを尋問するなど、巧妙な策も巡らすこともある。また、暗部組織の一員としての生活や世界大戦などの極限状況に身を置き続けていた結果か、上条のパンチを受けても吹っ飛ばされず、逆に睨み返しているなど以前に比べれば遥かに打たれ強くなっている。

### 能力
有する能力はレベル5の「一方通行（アクセラレータ）」。
運動量・熱量・光量・電気量など、体表面を覆うように展開される能力の効果範囲に触れたあらゆる力の向き（ベクトル）を任意に操作（変換）する能力。デフォルトでは重力や酸素などの生活に必要最低限の無害な力を除いた全てのベクトルを「反射（ベクトルの反転）」するよう、無意識下で設定している。放射線や低周波音など通常の人間では気付かない物も感知・観測できる。核兵器を打ち込まれても無傷のままでいられるとされ（後述の通り酸素を奪われるとその限りではない）、一部の特殊例を除いてあらゆる兵器や能力を使った攻撃を反射することから、学園都市最強の能力とされる。敵には一切の干渉を許さず一方的に圧倒する姿は通称通りで、前述のように能力使用に時間制限が付くようになる以前は睡眠時も反射が適用され、完全に隙が無く不意打ちも常時無効だった。意識・無意識下を問わず自分の計算下に置けないベクトルまでは制御できないが、自身の知能とミサカネットワークの演算機能の前ではほぼ弱点とはなり得ない。
また、応用範囲も幅広い。周囲の物体を軽々投げ飛ばし小石を音速以上の速度で蹴り飛ばしたり、足元のベクトルを操作することによる高速移動や、背後に竜巻を発生させ飛行することも可能。相手に指先が触れただけで血液や生体電気の流れを操作し即死させる攻撃もでき、それを応用して打ち止めのウィルスを除去したり、自分の体内の電気信号を操作して髪などの成長速度を促進させたりもできる。大気に触れることで風全体を操作しM7クラスの暴風を発生させたり、空気を圧縮し原子を強引に分解させプラズマを作り出し、地球の自転エネルギーを一部吸収して強烈な破壊力の攻撃に変換するなども可能。
「幻想殺し」によって能力自体を無効化した上条、自動的な反射を逆手に取って「直前で手前に引く」特殊な体術によって打撃を通した木原数多、無害なベクトルを受け入れる状態を利用して「未元物質」によって変質させた太陽光や烈風で攻撃した垣根、次元の違う強さで真正面から打ち破ったエイワス、大規模並列演算装置としての機能を持つミナ＝メイザース（問答型思考補助式人工知能）、壁のある次元ごと切断する「全次元切断術式」を備えたカーテナを振るうエリザードなど反射の壁を破った者も存在するが、そのどれもが当人独自の手段によるものであり、再現性は低い。ただ、一方通行が人間であるという絶対的前提があるため酸素を吸入する必要があり、それを絶たれれば支障をきたす。妹達との戦闘実験においては酸素の電気分解、上条当麻との戦闘においては粉塵爆発によって酸素を失い、反射を発動させない方法で一方通行に効果を与えた。
魔術的な攻撃に対しても反応するが、防御はされるものの理論通りの変換は行われず不可解な現象が起こる。ロシア滞在中ヴォジャノーイに襲われた際に魔術による攻撃「水の槍」を反射するも、斜め後方に逸れ七色の光に分解されていた。また、角度によってはそのまま斬り込まれてしまう「水翼」や、その他「一掃」、フィアンマの「天使の力」による大規模攻撃などの強大な魔術に関しては不可思議な現象による処理すら追いつかなくなりダメージを受けてしまう。加えて魔術の行使による副作用を反射することはできず、「グレムリン」により強制的に魔術を使わされた時には、意識が朦朧としてしまい能力を使用できない状況に追い込まれている。
ロシアで羊皮紙を解読し独力で魔術の行使に成功した際には、ベクトル制御や攻撃スキルは付加価値であり、未知の法則を逆算・解析する「粒子加速装置（アクセラレイター）」の如きその行為こそが能力の本質にして彼の存在理由の核であると表現されている。
その力は今も成長を続けており、創約において統括理事長として監獄から動けない状況でも能力を研ぎ澄ませており、この段階では一歩も動かないまま学園都市中の地中の、ガス管、水道管、光ファイバーケーブルなどの人工物に流れる力を操ることで大気にも影響を与え天候操作をも可能とし、望んだ場所への落雷や降雨による雨音を使用した声の伝達、果てには上記のプラスマの作成、さらに人道的なルールを無視すれば、望む場所に磁気共鳴を起こし、その場の人間の脳神経を揺さぶり生きたまま手駒に加える事すら可能であるという。

#### 翼
木原との二度目の戦闘の際、全演算能力を失った後に通常の能力とは違う「黒い翼」の能力が発現。噴射にも似た一対の漆黒の翼で、この状態になると演算補助なしでも活動でき、ミーシャや幻想猛獣（AIMバースト）と同じノイズ混じりの人外言語を発するようになる。反射とは違う何らかの防御能力も備え、何らかの不可視の力によって攻撃でき、他を凌駕する強さへと覚醒したはずの垣根を一方的に屠るほど圧倒的かつ非常に強大な能力である。ロシアでの対上条戦においては驚異的な破壊力を秘めた翼で直接攻撃しており、黒い翼を一気に100m以上に膨張させたり100本以上に分裂させて全方位から襲うなどしている。
インデックスによれば、本質的には異なるが「天使の力」と酷似しており、聖人でもまとめ切れるか分からない程の大量の力を扱っているとしている。木原によると「新たな制御領域の拡大（クリアランス）の取得」であり、アレイスターによればAIM拡散力場のベクトルを操作しているらしい。垣根は一方通行に潰される直前にその役割と正体を理解したようだ。垣根とは対照に「こことは違う世界における有機」「神にも等しい力の片鱗を振るう者」と表現されている。ただ、「黒い翼」は「オシリスの時代」に分類されるらしく、「ホルスの時代」に属するエイワスには通用しなかった。
彼の感情の昂ぶり、異常な精神状態において相手への強い殺意を抱いた時に出現する力とされていたが、第三次世界大戦でフィアンマの大規模攻撃を阻止した際には冷静な状態で任意の発現が可能となった上、精神の成長に合わるように「白い翼」へと変化、さらに頭上には天使の輪が現れるなど外見も変化していた。翼で「得体の知れないエネルギー」を捉えることで一瞬にして高度3000~5000mへと上昇が可能になり、その速度を利用した突撃は「ベツレヘムの星」から落とされたユーラシア大陸を消滅させる莫大な「天使の力」と相殺できるほどの威力がある。
その発現と色、性質に関しては使用者の心理状態が大きく関わるらしく、恋査によれば追いつめられると「黒い翼」が出現するらしく、一方「白い翼」は誰かを守る意思が必要だと推測される。
さらに、クイーンブリタニア号での決戦で、「人造の樹（クロノオト）」の管理者となったクリファパズル545と同化して深淵を超えたことで叡智を手に入れ、これによってエイワスに匹敵する「透き通るような、青ざめたプラチナ」の極彩色の翼が生え、不完全な状態の「魔神」と痛み分けに持ち込めるほどの力を得た。ただ、魔術にかかわる力でもあるため、体の内側からダメージを受けるリスクがある。

#### 謎の症状
「黒い翼」が発現して以降、身体が魔術やそれに関する物品に近づくと指先から震えるという、奇妙な拒絶反応を示すようになる。これは「御使堕し」で天使と中身が入れ替わったサーシャの後遺症、つまり大量の「天使の力」を身に宿し続けた際の副作用として知られる魔力の異常感知体質と酷似しているが、関連性があるかどうかは不明である。また、互いに相手の存在は知らない。第三次世界大戦時ではさらに敏感に感じるように胸への圧迫感に変化し、天使ほどの相手には苦痛を感じる状態にまでなる。新約以降はこの症状に関する描写は見られなくなり、大悪魔であるコロンゾンや「魔神」であるネフテュスと相対しても異常がない事から症状を克服したと考えられる。

### 魔術
第三次世界大戦にて打ち止めの治療を行うため、断片的な情報を元に「歌」という形で魔術を発動した。この時は魔術の基礎知識もない状態で使用してしまったため副作用で肉体に大きなダメージを負ったが、バードウェイから簡単な知識を教授され、魔術の世界に片足の指先を突っ込んだ程度とはいえ肉体的な負荷をかけ過ぎずに魔術を感知する術を会得した。ただし前述の通り能力開発を受けているため、完全に魔術を発動してしまうと副作用は避けられない。持ち前の知力により4か月以上も知識にアドバンテージがあるはずの上条を超えるほどの理解力を示しているが、土御門が魔術と能力の両立で難儀していたことを鑑みて不干渉のまま様子見するため、クリファパズル545と契約し魔術の知識提供と必要な場面での魔術使用代行を任せることにする。

## 他作品での登場
『とある科学の超電磁砲』
原作第3巻のバックストーリーにあたる「妹達」編で初登場。原作では見られなかった一方通行の心情が詳しく補完されている。
『とある科学の一方通行』
一方通行が主人公の外伝作品。『月刊コミック電撃大王』2014年2月号より連載が開始した。TVアニメ化され、2019年7月から9月まで放送された。時系列が脳を負傷後の入院期間中ということもあり、無茶をしては後遺症で倒れる描写がある。
同誌2015年12月号より開始されたスピンオフ4コマ漫画『とある偶像の一方通行さま』でも主人公を務める。
『劇場版 とある魔術の禁書目録 -エンデュミオンの奇蹟-』
シャットアウラとの戦いで入院した上条と土御門、ステイルの会話からレディリー＝タングルロードによるエンデュミオン崩壊計画を盗み聞きした妹達の情報をミサカネットワークを通じて知った打ち止めから崩壊阻止を促され、嫌々ながらもリハビリとして能力でエンデュミオンをパージした。
『とある魔術の禁書目録 幻想収束 (イマジナリーフェスト)』

『とある魔術のヘヴィーな座敷童が簡単な殺人妃の婚活事情』
冥界の女王ヘルによって漆黒の大樹から呼び出されて主人公勢と交戦し、ベイビーマグナムの砲門を消し飛ばすなど猛威を振るった。
『電撃学園RPG Cross of Venus』
アスキー・メディアワークスのニンテンドーDS用ソフト。電撃文庫15周年記念作品の学園アクションRPG。
ゲームクリア後の隠しボスとして登場。『キノの旅』に登場するコロシアムで「凄い手錬れ」とその存在を知られていた。原作同様に反射で攻撃を跳ね返し、倒すには特殊な手順を踏む必要がある。倒せば一方通行の電撃カード「黒の双翼」が作成可能になる。
『ゴッドイーター バースト』
バンダイナムコゲームスのPlayStation Portable用ソフト。
「追加データパックVer.1.0」で「とある神機の欠陥電気」と題したコラボレーション企画が配信。特定のアラガミを駆逐した際に手に入るコインを集めることにより、男性用（女性用だと御坂妹）として一方通行の衣装が手に入る。
『電撃文庫 FIGHTING CLIMAX』・『電撃文庫 FIGHTING CLIMAX IGNITION』
セガからアーケードゲームとして登場し、後にPlayStation 3およびPlayStation Vita用ソフトとして発売された電撃文庫20周年記念作品の2D対戦格闘ゲーム。
家庭用専用のサポートキャラクターとして登場。
『IGNITION』にもサポートキャラとして登場した。
『とある魔術の電脳戦機』
『電脳戦機バーチャロン』とのコラボ作品。乗機はスペシネフ。
小説版では、独自のルートから真相に迫り黒幕と対峙。上条を庇って死亡した。
ゲーム版では富良科のサポートに徹しており、こちらでも独自のルートで黒幕と対峙した。
『クイズRPG 魔法使いと黒猫のウィズ』コラボイベント「とある魔術と科学の魔道学園 (クロム・マグナ)」
『とある魔術の禁書目録III』および『とある科学の一方通行』とのコラボイベントとして開催された。
とあるの世界から黒猫の世界へ転移したキャラクターの1人として登場し、コラボ限定のボイス付きカード「上条当麻&アクセラレータ」(アニメスタッフ描き下ろし)・「アクセラレータ&ラストオーダー」としても登場する。協力バトルの敵キャラクターとしても登場し、上条当麻を助っ人としながら戦い、報酬として「アクセラレータ」のカードが得られる。
チラシ『電撃の缶詰 コロプラコラボ版』中面にゲーム内に登場するタッグカードの絵柄が掲載された。
『クラッシュフィーバー』
『とある魔術の禁書目録III』および『とある科学の一方通行』とのコラボイベントで仮想空間ALICEに現れたという設定で登場し、クエストのキャラやスタンプとして登場した。

## 備考
作者の鎌池によると、最初は本当に極悪非道なキャラクターと設定していたものの、3巻を書き終えた後で「こいつを裏の主人公のようにしたエピソードを書いたらみんな驚くだろうな」と考え方針を変えたとのこと。それにより、一方通行は「書いてて一番予想外に膨らんだキャラクター」だという。また、作中では美琴と並んで「時間の経過とともにメンタルが急速に変化・成長していくキャラクター」であるとも語っている。
一方通行を主人公として書くにあたって「能力が強すぎるから活躍させるには弱体化させないと」と考えたものの、ただ弱体化させるだけではつまらないため、彼のヒロインとして打ち止めを登場させて彼女の補助を得て戦うという展開にさせようと思いつき、その意図の元にこのコンビが誕生したとのこと。
いわゆるアンチヒーローのように扱われることがある一方通行であるが、鎌池によると「別の切り口から見ると、聖者（大きな罪を犯した者が、その罪を贖うために苦難の道を進む人物像）としての側面も出てくる」。また、「一方通行が心の底から欲しているのは恋人ではなく家族」であるとし、「打ち止めには親のように接する一方、芳川や黄泉川には子供のように扱われる」とのこと。また、「悪党」というフレーズは彼の過去の象徴であると共に、家族と向き合うことから逃れるための都合のよい逃げ場所であったとも語っている。